# Rey (Star Wars)
Rey je fiktivní postava ze Star Wars série, kterou ztvárnila Daisy Ridley. Je hlavní protagonistkou v pokračující Star Wars trilogii. Poprvé se objevuje jako jedna z hlavních postav v Star Wars: Síla se probouzí. Rey je sběračkou odpadu, která byla pro její bezpečí ponechána na planetě Jakku ještě jako dítě a která se zaplete do konfliktu mezi rebely a Prvním Řádem v okamžiku, kdy potkává Finna(FN - 2187), bývalého Stormtroopera, a BB-8, robota špičkového pilota rebelské strany, Poe Damerona.

## Obsazení a vznik postavy

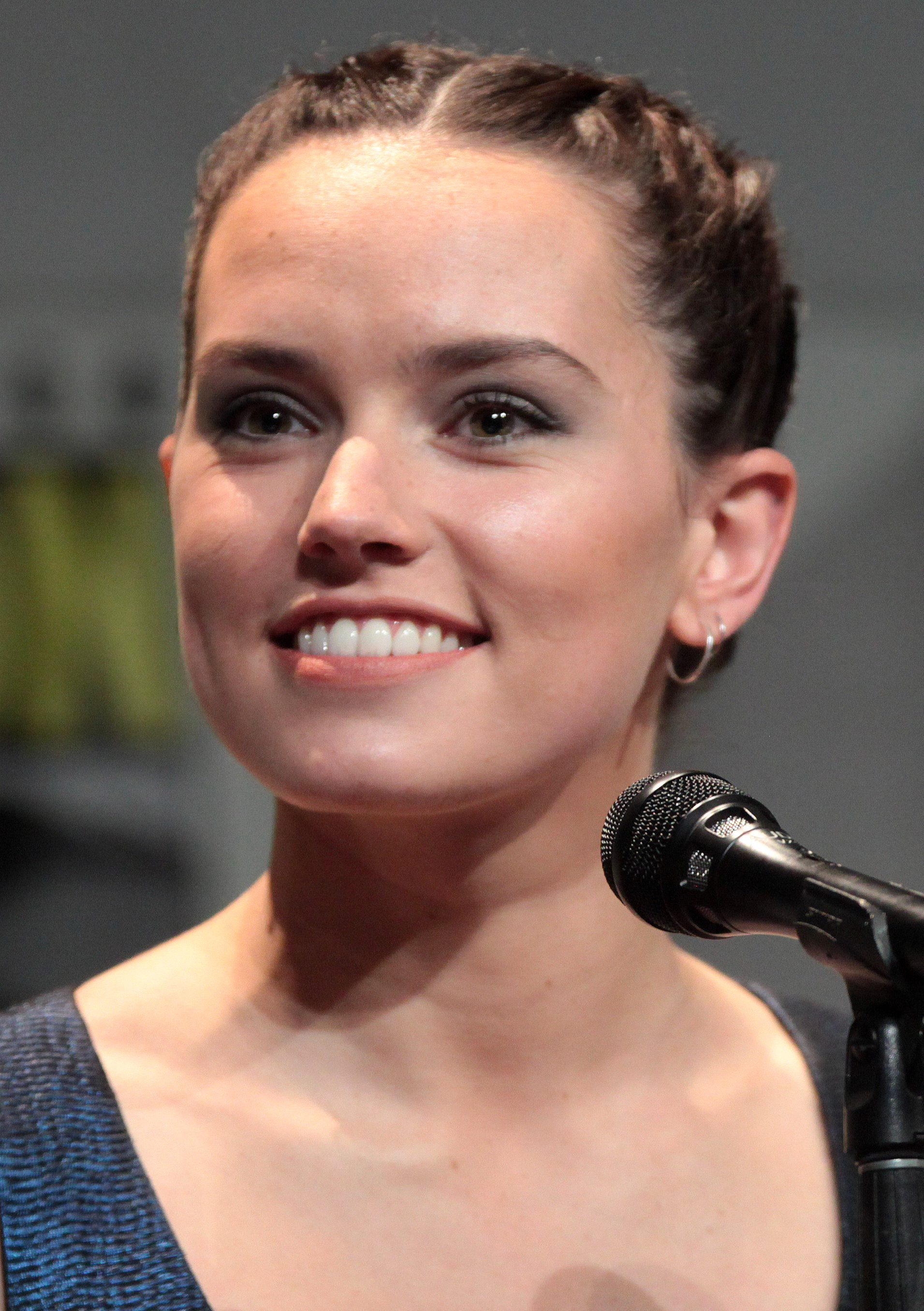
Daisy Ridley ztvárňující Rey

O vzniku ženské hlavní role pro novou trilogii řekl J. J. Abrams: „Už od počátku debat (se spisovatelem Lawrencem Kasdanem) byla pro mě představa ženy ve středu dění vždy něco lákavého a vzrušujícího. A ne jen ve středu dění. Věděli jsme, že kromě Leiy, která byla důležitým kouskem skládačky, budeme chtít další ženy – ne nutně pozemšťanky – ale další ženské role v příběhu.“
Daisy Ridley byla převážně neznámou herečkou před tím, než byla obsazena do role Rey. Pro tuto roli musela absolvovat pět konkurzů. Zkušenosti měla pouze s malými rolemi v TV show. Její nedostatek zkušeností a to, že nebyla známá, hrály zásadní roli při volbě Abramse, aby ji obsadil do této role – podobně jako dřívější sérii charakterizovaly relativně neznámé talenty, které pak nebyly pod přílišným drobnohledem. Režisér Dusan Lazarevic, který byl přítomen na jejím konkurzu na roli v britském seriálu Silent Witness, to popsal takto: „Předvedla kombinaci zranitelnosti a síly, která působila velmi komplexně, a navíc v jejích očích se skrývala inteligence, která naznačovala, že bude schopná zahrát i velmi složité pasáže. Její oči a tvář mohou v jeden okamžik vyzařovat radost a touhu po životě, a pak najednou je v nich síla a v dalším okamžiku může být odvážnou, a pak hned zase přijde vzdor způsobený vinou a zoufalstvím. Byla to celá škála, co mohla předvést s takovou hodnověrností a zápalem.“ Kathleen Kennedy, prezidentka Lucasfilm, prohlásila „Daisy měla fyzično a sebevědomí, které bylo tak důležité pro tuto postavu a kterou jsme tak hledali. Ztělesňuje optimismus, kde cokoliv je možné.“
Na otázku, co jí s Rey nejvíce spojuje, Ridley prohlásila: „Její neutuchající naděje. Myslím, že to bylo něco, co mě pohánělo skrz všechny ty konkurzy – i když se to zdálo tak nemožné ve srovnání se vším, co jsem si kdy představovala, něco ve mě mi říkalo, že to mohu dokázat, i když jsem byla plná pochyb a nejistoty.“ Ridley zavzpomínala na svou zkušenost s natáčením, jehož začátky byly kostrbaté a kdy ji Abrams říkával, že její první záběry jsou „dřevěné“. Ale Ridley a Abrams dokázali „úžasně spolupracovat“ při tvorbě Rey; podle Ridley se její postava „od počátku měnila, stala se jemnější. A to je asi mnou, protože Američané mi ne vždy rozumějí, takže pomohlo, když jsem zpomalila svou řeč a vše působilo najednou jemněji než jaká doopravdy jsem.“
O její postavě dále Ridley prohlásila: „Bude mít určitě dopad na dívčí ženskost. Je silná a je zranitelná a je tak odlišná. Nemusí být jenom jedno, aby ztvárnila ženu ve filmu. Je sice ženou, ale přesahuje oba rody. Bude mluvit jak za muže tak i za ženy.“ V interview pro Elle Ridley okomentovala Rey: „Je tak silná. Je senza a chytrá a umí se postarat sama o sebe,“ a dodává, „mladé dívky se na ni mohou podívat a vidí, že mohou nosit kalhoty, když chtějí. Vidí, že nemusí jen vystavovat na odiv svá těla.“

## Výskyt

### Síla se probouzí
Rey žije na planetě Jakku, kde přežívá tím, že sbírá části ze starých lodních vraků. Je sama od té doby, co byla oddělena od své rodiny ještě jako dítě. Najde astromech droida BB-8 a bývalého Stormtroopera Finna. Když na ně zaútočí jednotky Prvního Řádu, Rey, Finn a BB-8 utečou na lodi Millennium Falcon s pomocí Hana Sola a Chewbaccy. Na Hana udělá dojem statečnost Rey a její letecké schopnosti, a nabídne jí práci na Falcon. Rey nabídku odmítne, protože se cítí být povinna doručit BB-8 rebelům, ale začíná o Hanovi uvažovat jako o mentorovi a otcovské postavě.
Po příchodu do hradu Maz Kanaty jsou rozpoznáni jak rebely tak i Prvním Řádem, a obě strany jsou upozorněny na jejich přítomnost. Rey je přitahována do sklepení, ve kterém Maz ukryla světelný meč, který patřil Luku Skywalkerovi a předtím jeho otci. Jakmile se ho dotkne, zakusí hrozivou vizi: vidí válku vedenou Kylo Renem, záblesk paměti jejího oddělení od rodiny a vizi Luka, posledního Jedi v galaxii. Maz s ní pak polemizuje, že její rodina se už nikdy nevrátí na Jakku a že její jediná možnost je vyhledat sílu v Síle. Rey ale odmítá světelný meč a utíká v hrůze do lesa.
První Řád zaútočí na hrad Maz a vypukne bitva mezi rebely a Prvním Řádem. Kylo Ren zajme Rey a odnese ji na Starkiller základnu, kde ji vyslýchá ohledně Luka Skywalkera. Ren se pokouší využít Sílu, aby dosáhl na Reyinu mysl a je udiven, že mu může vzdorovat. Rey dokazuje, že se učí velmi rychle; jakmile ji Ren zanechá samotnou jen se Stormtrooperem, použije Jediský trik s myslí na Stormtroopera, aby jí pomohl utéct. Během útěku se připojí k Finnovi a s hrůzou sledují, jak Ren zabíjí Hana, který se ukáže být jeho otcem.
Během pokusu o útěk Ren pronásleduje Rey a Finna a vyzve je k boji s jeho světelným mečem. Finn se snaží bojovat s Renem pomocí Lukova světelného meče, ale Ren ho přemůže a vážně zraní. Rey pak vezme světelný meč a porazí již oslabeného Rena. Po útěku ve Falconu s Finnem a Chewbaccou se Rey vrátí na základnu rebelů. Rozhodne se, že vyhledá Luka za pomocí informací, které dodal BB-8 a znovu aktivovaný R2-D2. Rey, Žvejkal (Chewbacca) a R2-D2 pak cestují na Falconu na neznámou planetu; po tom, co nalezne Luka, Rey mu nabídne jeho starý světelný meč.

### V dalších médiích
Postava Rey se objevuje ve video hře Disney Infinity 3.0, s hlasem Daisy Ridley.

## Popis postavy
Rey je paličatá, tvrdohlavá, odvážná a prokazuje vášnivou oddanost ke svým přátelům. Někteří kritici si všimli podobného pozadí a osobních rysů s oběma hlavními protagonisty originální trilogie, Hanem a Lukem, což vedlo ke spekulaci, že může sdílet příbuzenský vztah s některým z nich, buď jako dcera Luke Skywalkera nebo jako ztracená dcera Hana Sola a Leiy a tím pádem i sestra Kylo Rena. Další teorie je ta, že je to vnučka Obi Wan Kenobiho. Po epizodě Star Wars: Vzestup Skywalkera jsme se dozvědeli, že Rey je vlastně dcerou syna (nezdařelého klona) Císaře Palpatina což dělá z Rey Palpatinovu vnučku. To všechno potvrzuje proč je Rey tak silná a schopná používat sílu bez jakéhokoliv výcviku - má v sobě krev mocného užívatele síly.
Megan Garber z magazínu The Atlantic poznamenává, že Rey potvrzuje, že je v „extrémně krátkém čase extrémně přizpůsobivý bojovník.“ Rey je velmi citlivá vůči Síle, což se projevuje při kontaktu se světelným mečem, který vlastnil Anakin Skywalker a pak jeho syn Luke Skywalker. I bez tréninku je schopná využívat pokročilé schopnosti Jedi, stejně tak jako porazit Kylo Rena v souboji, i když Ren už byl před tím zraněný.
Adam Howard z MSNBC poznamenal, že „jedním z nejpříjemnějších překvapení tohoto filmu byla síla hlavní hrdinky,“ a dodal, že někteří si oblíbili Rey až na úroveň „nové feministické ikony.“ V souladu s tím Emily Rome z HitFix tvrdí, že Rey je „vše co jsme chtěli od ženské postavy ve Star Wars,“ a chválí ji za postavu, která je „nezávislá, zručná, bojovná, neústupná a nepotřebuje zachránit.“ Na druhou stranu, Rome taky napsala „rychlost, s jakou Rey mistrovsky zvládne Jediskou kontrolu mysli a boj světelným mečem s nulovým tréninkem, je z říše fan fiction. Rey je splněním geekovského feministického snu.“ Tasha Robinson z The Verge poznamenala, že Rey „stále upadá do tradičních schémat dámy v nesnázích, aby se pak schopně sama zachránila.“ Někteří fanoušci vyjádřili názor, že Rey je příliš schopná navzdory své nezkušenosti během dílu Síla se probouzí, což z ní dělá typ postavy jako je Mary Sue“. Robinson sice přikyvuje, „přiznejme si to, Rey je podobný typ postavy jako Mary Sue“, ale dále píše, že „(Rey) je splněním fantazijí o postavě s nadměrnými schopnostmi, nadliským postřehem a moudrou odpovědí na každou otázku – ale tak je tomu i u ostatních hlavních hrdinů Star Wars.“ V osobní eseji, Nicole Sperling z Entertainment Weekly napsala, „Při odchodu z kina se moje děvčata cítila tak nabitá, jako se obvykle cítí jejich bratr po tom, co vidí jeden z mnoha trháků, které jsou pro něj vyráběny. Nikdy nekomentovaly, jak je Rey hezká. Nikdy nemusely ucuknout, protože by Rey byla sexuálním objektem nějakého vládnoucího muže. Prostě se cítily silné. Rovnocenné.“

## Přijetí
Rey byla nadšeně oslavována a Ridleyino vyobrazení postavy bylo také velmi kladě přijato. Joe Morgenstern z Wall Street Journal prohlásil, že je „ženský bojovník se stylovou dravostí kung-fu hvězdy, i když to dělá bez pomocných lan. Místo toho Ridley ukazuje zápal, se kterým se už musela narodit a schopnosti, které musela získávat jako mladá herečka začínající v Anglii. (V jedné scéně Rey objevuje své skryté a netušené schopnosti, zatímco kamera Dana Mindela vše sleduje bez jediného pohybu.) Je těžké si představit, jaký by film – i následující díly – mohly být, kdyby obsadili špatnou herečku, ale zde je Daisy Ridley ve vší své skromné slávě a vše v této galaxii je v pořádku.“ Richard Roeper napsal, „Britská herečka Daisy Ridley, která se v lecčems podobá Keiře Knightley, se uvedla životním výkonem v roli Rey, odvážnou sběračkou na vrakovištěm poseté pusté planetě Jakku. Jako mnoho z její generace, Rey si ani není jistá, jestli Síla skutečně existuje nebo jestli Han Solo, Luke Skywalker a princezna Leia jsou skutečné postavy nebo mýtus.“ Pak pokračuje, „Rey je silná a duchapřítomná a chytrá a statečná“. Peter Bradshaw z The Guardian také příznivě srovnává Ridleyin výkon s Keirou Knightley, která hrála návnadu za Padme Amidala v Skryté hrozbě. Bob Mondello z NPR píše, „neměl bych – a nebudu – mluvit o čemkoliv, co kdokoliv (z postav) udělá pro 135 minut tohoto filmu. Nechte mě jen říct, že to dělají opravdu dobře: Rey je dostatečně divoká na to, aby vypudila myšlenky na Katniss Everdeen z hlav i těch nejoddanějších příznivců Hunger Games.“